# Rudolf Sieber
Rudolf Emilian Sieber (20. února 1897 Ústí nad Labem – 24. června 1976 Sylmar, Los Angeles) byl filmový producent a manželem herečky Marlene Dietrich.

## Život
Vyrůstal v německé rodině Antona Siebera (*1869) a jeho manželky Rosy Josefiny, rozené Thiele (*1873). Vystudoval Státní gymnázium Františka Josefa I., kde získal stipendium. Jeho přáním bylo studium medicíny, ale plány mu přerušila první světová válka. Nastoupil k 42. terezínskému regimentu a bojoval na východní frontě.
Po válce se pak vrátil do Ústí nad Labem, ale záhy se vydal do Berlína, kde zkusil své štěstí ve filmovém průmyslu. Byl přijat na pozici asistenta režie ve filmové společnosti May-Film, kde se také seznámil se svou budoucí chotí. Marlene Dietrich se mu zalíbila při konkurzu, a tak jí dal pár rad a mladá herečka díky němu získala svou první filmovou roli. Brzy se z nich stali milenci a už 17. května 1923 byli v Berlíně oddáni. Z tohoto svazku vzešla jediná dcera Maria Riva, narozená 13. prosince 1924 v Berlíně. Navzdory skutečnosti, že během krátké doby jejich společný intimní život navždy ustal, jejich formální manželství vytrvalo déle než 50 let a nikdy nebylo rozvedeno i přesto, že se pár rozešel. Rudolf Sieber, přezdívaný „Rudi“, pomohl své ženě nejen k prvním filmovým rolím, ale zařídil jí i setkání s rakouským režisérem Josefem von Sternbergem, který ji obsadil jako berlínskou prostitutku v legendárním filmu Modrý Anděl, a zajistil jí tak cestu do Hollywoodu.
Se vzestupem nacismu v Německu opustil Sieber Berlín a odjel do Paříže, kde se usadil a začal pracovat pro francouzskou pobočku Paramount. V roce 1933 se za pomoci československých právníků snažil získat pro sebe i rodinu československé občanství (od roku 1926 měl občanství německé), ale jejich žádost byla zamítnuta. Sieberovi se proto později stali občany USA, kam odcestovali v roce 1939. Sieber získal nejprve tzv. růžovou kartu pro cizince, s níž nemohl být s rodinou v Hollywoodu, ale musel se zdržovat v New Yorku. Odloučení od dcery snášel těžce, nicméně jako německý občan byl v zemi nežádoucím a v cizím prostředí nebyl schopen starat se o rodinu tak, jak byl zvyklý, nemohl tu mít ani stálé zaměstnání, natož aby získal práci u filmu. Žil tedy z podpory, kterou mu zajistila jeho žena.
Po válce krátce opět pobýval v Paříži, ale brzy se vrátil zpět do USA. Částečně se věnoval dabingu, též vedl účty své ženy.
Od roku 1953 Rudolf Sieber, žil se svou přítelkyní, ruskou herečkou Tamarou Matul v údolí San Fernando v Kalifornii, kde si zařídil drůbeží farmu a úspěšně provozoval chov drůbeže a prodej vajec. Partnerku Tamaru Matul však víceméně vždy vydával za služebnou a vychovatelku své dcery, dále se navenek prezentoval jako manžel Marlene Dietrich.
V roce 1975 prodělal Sieber mozkovou mrtvici a již se plně neuzdravil. Zemřel 24. června 1976 po těžké a dlouhodobé nemoci.